# NGC 5518
NGC 5518 је елиптична галаксија у сазвежђу Волар која се налази на NGC листи објеката дубоког неба.
Деклинација објекта је + 20° 50' 56" а ректасцензија 14h 13m 47,6s. Привидна величина (магнитуда) објекта NGC 5518 износи 14,0 а фотографска магнитуда 15,0. NGC 5518 је још познат и под ознакама MCG 4-34-6, CGCG 133-13, NPM1G +21.0389, PGC 50817.